# Sandra Antonio
Pour les articles homonymes, voir Antonio.
Sandra Antonio, née le 24 juillet 1988, est une taekwondoïste angolaise.

## Carrière
Elle dispute les Championnats du monde de taekwondo 2009 et l'Universiade d'été de 2011 où elle est éliminée dès le premier tour dans la catégorie des moins de 67 kg. Aux Jeux africains de 2011, elle remporte la médaille de bronze en moins de 67 kg.